# SPOGS Racing
SPOGS Racing est un jeu vidéo de course édité par D2C Games et développé par Pronto Games qui est sorti sur Wii. Il est disponible en téléchargement sur le service WiiWare depuis 2008.

## Système de jeu
Le jeu propose au joueur de conduire des spogs (un acronyme qui signifie Sports Player Object Gyros), un véhicule qui consiste en un tuyau d'échappement rattaché à un pneu avec un disque ressemblant à un pog à l'intérieur, et de faire la course à travers 12 circuits différents,.

## Développement
Lors de la conception de SPOGS Racing, les concepteurs tirent leur inspiration de d'autres jeux de course, soit de Mario Andretti Racing sorti en 1994 sur Mega Drive, de Hard Drivin' sorti à l'origine en 1988 en arcade, de la série Mario Kart et, finalement, de Crash Team Racing sorti en 1999 sur PlayStation. L'idée derrière les spogs (les véhicules que le joueur conduit) vient d'un désir de proposer au joueur un engin original et dont il est possible d'aisément personnaliser l’apparence.

## Accueil
SPOGS Racing reçoit un accueil très négatif de la presse spécialisée. Le jeu obtient un score de 18% sur Metacritic et de 18,43% sur GameRankings, tous les deux basés sur 7 critiques,.